# Уивер, Либби
Либби Уивер (англ. Libby Weaver; род. XX век, Тамворт) — австралийский биохимик, диетолог и писательница; специалист по здоровому питанию. Известна как автор бестселлеров Accidentally Overweight и Rushing Woman’s Syndrome. В 2014 году выступила на конференции TedxQueenstown с докладом «Темп современной жизни в сравнении с биохимией пещерной женщины».

## Научный вклад
Уивер придерживается холистического подхода к здоровью. В частности, она исследует проблему лишнего веса, выделяя девять факторов, влияющих на изменение веса: эмоции, калории, гормоны стресса, половые гормоны, микрофлора кишечника, инсулин, состояние печени, щитовидной железы и нервной системы.

## Личная жизнь
В 2008 году Либби вышла замуж за директора Оклендского гоночного клуба Криса Уивера. В декабре 2016 года они расстались.

### Комментарии
1. ↑  В 2020 году вышел русский перевод.